# 3식 중형전차 치누
3식 중형전차 치누(일본어: 三式中戦車 산시키츄센샤 치누[*]는 제2차 세계 대전에 사용된 일본군의 중(中)형전차이다.
3식 중전차 치누는 97식 75mm포와 디젤엔진을 탑재하였고 양산되었으나, 실제로 전투에 투입된 적은 없고 본토결전을 위해 일본제국군이 본토에 보관해 두다 종전을 맞았다.

## 역사
비교적 신형이었던 97식 중전차 치하 개(改)와 1식 중전차 치헤의 47mm 전차포로도 연합군 중전차를 상대하기에는 역부족이었음이 드러나면서 당시 개발 중이었던 4식 중전차 치토와 1식 중전차 간의 갭을 메꿀 필요가 있었다. 또다른 신형 전차를 개발할 수는 없었으므로 1식 중전차의 차체에 90식 야포를 개량한 3식 75mm 전차포를 탑재하고 3식 중전차로 제식화하였다. 이 포는 M3 리/M4 셔먼 전차에 탑재된 M3 전차포와 형제 뻘이었으나 성능은 낮았다. 전차포와 새 포탑을 제외하면 1식 중전차 차체를 그대로 가져왔으므로 당연히 연합군 전차에 비해 방어력이 현저히 떨어졌다. 또한 기동성 역시 1식 중전차에 비해 떨어졌으나 심각한 수준은 아니였다. 4식 중전차 치토를 제외하면 양산된 일본군 전차 중에서는 성능이 가장 우수했을 것으로 추정된다.

## 활약
본토 결전을 대비해 혼슈와 규슈에 배치되었던 전차부대중 최소 6개 연대가 3식 중전차로 무장하였으나, 실전을 겪은 적은 없다.